# نيلز مارنيغراف
نيلز مارنيغراف مواليد 9 ديسمبر 1987 في لييج، هو لاعب كرة سلة بلجيكي. بدأ مسيرته الاحترافية في سنة 2004. يحمل الرقم 9. يبلغ طوله 6 قدم 3 بوصة (1.9 م). لعب مع نادي أوستند لكرة السلة وسبيرو شارلوروا.

## الإنجازات
- الدوري البلجيكي لكرة السلة الدرجة الأولى (3): 2014، 2015، 2016
- كأس بلجيكا لكرة السلة (4): 2006، 2014، 2015، 2016

## روابط خارجية
- نيلز مارنيغراف على موقع الاتحاد الدولي لكرة السلة (الإنجليزية)
- نيلز مارنيغراف على موقع كرة السلة الأوروبية.كوم (الإنجليزية)
- نيلز مارنيغراف على موقع ريلجم (الإنجليزية)
- نيلز مارنيغراف على موقع بروبوليرز (الإنجليزية)
- نيلز مارنيغراف على موقع سبورتس رفرنس (الإنجليزية)